# L'Héritage d'Onésime
Pour plus de détails, voir Fiche technique et Distribution.
L'Héritage d'Onésime est un court métrage français réalisé par André Hugon, sorti en 1938. 

## Fiche technique
- Titre original : L'Héritage d'Onésime
- Réalisation : André Hugon
- Société de production : Films André Hugon
- Pays d'origine : France
- Format : Noir et blanc
- Genre : court métrage
- Date de sortie : 1938

## Distribution
- Max Régnier[1]